# Reabotis
Reabotis là một chi bướm đêm thuộc họ Erebidae. Hiện tại nó được coi là đồng nghĩa của Idia.

## Loài
- Reabotis immaculalis Hulst, 1886